# Isabella (Hiiumaa)
Pour les articles homonymes, voir Isabella.
Isabella est un village de la commune de Hiiumaa, situé dans le comté de Hiiu en Estonie.

## Géographie
Le village est situé dans le nord-ouest de l'île d'Hiiumaa et au sud de Kõrgessaare.

## Histoire
Isabella faisait partie de la commune de Kõrgessaare jusqu'en 2013 où il est rattaché à celle de Hiiu, fusionnée lors de la réforme administrative en octobre 2017 avec les autres communes de l'île pour former celle de Hiiumaa.